# Syphon Filter 2
Syphon Filter 2 é um jogo eletrônico de tiro em terceira pessoa e furtividade desenvolvido pela Eidetic e publicado pela 989 Studios. É o segundo título da série Syphon Filter e foi lançado exclusivamente para o PlayStation em março de 2000 na América do Norte e em julho na Europa.

## Preludio - Syphon Filter
O protagonista, Gabriel Logan, agentes de uma compania chamada "Agência".
Durante os acontecimentos de "Syphon Filter", Lian Xing foi infectada com o virus Syphon Filter.
No final de "Syphon Filter", Logan intercepta um missil no Cazaquistão. Dando inicio aos acontecimentos de Syphon Filter 2.
Syphon Filter 2 é uma continuação direta do primeiro jogo da série.

## Sinopse
Quatro horas atrás, um míssil nuclear foi interceptado no Cazaquistão. O secretário de Estado vai a público revelar que o governo do Cazaquistão afirma ter sido um lançamento acidental. O míssil foi destruído pelas próprias defesas do país, e uma investigação está acontecendo. Toda a área onde o míssil foi destruído foi evacuada com risco de contaminação.
Gabriel Logan, Lian Xing e um esquadrão de agentes da CBDC, junto com Jason Chance e Ramirez, após recolherem os arquivos do vírus de Jonathan Phagan, são emboscados pela Agência. Gabe perde contato com Lian e vai rapidamente para onde ela estava, matando todos os soldados em seu caminho em uma sequência de cenas incríveis. Gabe percebe que Lian foi capturada. A SVR (Exército Russo) chega e a Agência é obrigada a fugir. Gabe encontra um antigo amigo, Uri Gregorov, e conta que Lian foi sequestrada. Gabe então sai do país de avião com seus companheiros da CBDC.
O avião em que Gabe está é abatido por caças sobre as Montanhas Rochosas, no Colorado, enquanto usavam a rota do Arizona para se encontrar com sua amiga Teresa Lipan (que havia abandonado a Agência). Gabe e os agentes da CBDC conseguem evacuar o avião de paraquedas, mas deixaram os dados do vírus no avião. Com a ajuda do tenente Jason Chance, Gabe encontra o local onde o avião caiu e vai em busca dos dados do vírus.
Lian, na Base da Força Aérea McKenzie, no Colorado, descobre que há uma possibilidade de haver mais discos com os arquivos do vírus em Nova Iorque, no Pharcom Exposition Center, onde Gabe já esteve anteriormente (Syphon Filter - Pharcom Exposition Center). Lian encontra um militar que entende que as coisas ali não estão certas. Ele então resolve ajudar Lian a fugir, conta que eles planejavam matá-la, explica como ela pode fugir e se compromete a cobrir sua ausência o quanto ele puder. Lian prossegue em sua fuga. Interroga Thomas Holman, mata Falkan e sabota os helicópteros da Força Aérea que iriam atrás de Gabe, conseguindo escapar da base em um helicóptero para se encontrar com Gabe.
Gabe consegue sair das Montanhas Rochosas, chegando na estrada, onde a Agência já havia preparado uma emboscada. Gabe consegue fugir saltando de uma ponte para um trem. Um helicóptero controlado por Archer destrói uma ponte por onde o trem passaria sobre um penhasco. Gabe então conta com a ajuda de Lian, que planeja estar com o helicóptero no final da ponte para que Gabe possa saltar do trem em segurança.
Gabe e Lian seguem para o local onde o avião caiu. Gabe sabe que a Agência está esperando e tem a ideia de saltar de paraquedas antes do local para surpreendê-los. Gabe mata Archer e recupera os discos. Lian desce o helicóptero para que Gabe suba. Gabe quer buscar seus amigos, mas Lian diz que Teresa perdeu contato com todos cerca de uma hora atrás. Lian acredita que ninguém conseguiu sobreviver, e eles seguem para seu encontro com Teresa.
Teresa analisa os dados, percebe que estão criptografados e precisa dos códigos para quebrar a criptografia. Lian conta que há uma chance de ter os dados em Nova Iorque. Gabe então acredita que os dados não estariam todos em um só lugar e aceita a ideia de Lian. Teresa tem um local seguro na Virgínia, um laboratório liderado por Lawrence Mujari, e diz confiar a ele sua vida. Então, Gabe vai para Nova Iorque e Teresa e Lian para a Virgínia.
Chegando ao Pharcom Exposition Center, Gabe informa que o local está totalmente cercado por militares e que Morgan está executando uma operação lá dentro, também atrás dos dados do vírus. Gabe mata Morgan e consegue os discos.
Na Virgínia, Teresa analisa os discos e conta que os códigos estão incompletos. Gabe afirma ser impossível, já que quando Chance pegou os discos, eles estavam todos lá. Lian diz que os outros discos estão com Uri Gregorov. Eles questionam se seria possível Gregorov estar trabalhando junto à Agência. Lian liga para Gregorov e marca um encontro em um local público na Rússia.
Lian, Gabe e Teresa seguem para Moscou, em uma boate chamada 'Club 32'. Antes de Lian conseguir encontrar Gregorov, alguém tenta assassiná-lo na pista de dança. Uma comoção se inicia e todos começam a fugir do local. Lian vai atrás de Gregorov, que sai correndo pelas ruas de Moscou. Gabe diz que é uma armadilha e que ele e Teresa estão em perigo. Lian segue Gregorov pelas ruas, sem entender por que ele está fugindo. Ela consegue detê-lo e descobre que este Gregorov não é o original, mas sim um impostor.
Eles levam o impostor para a base da SVR no Kremlin, onde o interrogam e descobrem que o verdadeiro Gregorov está preso no 'Point 36', uma prisão exclusivamente para mulheres escravas na Sibéria. Teresa informa que o nome atual é "Aljir Prison" e que o local estava fechado desde 1954. Lian diz que "supostamente" sim, mas na verdade não. Conta que já esteve presa lá 8 anos atrás, quando foi capturada no Afeganistão, antes de entrar para a Agência. Gregorov estava investigando um consórcio internacional de armas, que pertencia ao mesmo grupo que controla a Agência e o SVR, e descobriu que estavam alimentando o Irã e o Iraque. O SVR não se importou com isso, mas o vírus mudou tudo. Gregorov descobriu que Shi-Hao (Lider de um exército rebelionário chines) estava interessado em comprar o vírus e entendeu que isso levaria a Rússia para um confronto também. Gabe deduz que Gregorov estava nos Armazéns da Pharcom Expo Center ao mesmo tempo que ele, ambos atrás dos mesmos discos. Mas Gregorov também acreditava ter todos os dados. O impostor falhou em localizá-los. Agora, Gabe e Lian entendem que precisam salvá-lo o quanto antes, já que ele estaria prestes a ser executado na noite seguinte. Lian diz que conhece a instalação e vai resgatá-lo.
Lian consegue se infiltrar na prisão e chegar até Gregorov. Lá, ela vê Mara Aramov. Gregorov diz que Mara estava lá para testemunhar a execução e, sem entender o motivo, ela havia eliminado vários guardas. Uma rebelião começa na prisão, mas Lian e Gregorov conseguem fugir e voltar para a SVR. Gregorov entrega os discos e agora Gabe tem todos os dados necessários para negociar por uma vacina com a Agência.
Gabe liga para Lyle Stevens, um superior da Agência, e oferece os discos em troca de uma vacina. Stevens aceita, mas queria que fosse do seu jeito. Gabe força Stevens a aceitar o encontro nos laboratórios da Agência. Como garantia de que Gabe cumprirá sua parte no acordo, ele se oferece como refém. Gabe diz que se Lian morrer ou se ele não receber a vacina, ele destruirá toda a Agência.
Chegando lá, Gabe cai em uma armadilha e acaba sendo desmaiado por uma vacina. Ao acordar, ele consegue a roupa de um dos cientistas que estavam responsáveis por ele. Gabe vai pelo laboratório em busca da vacina e de arquivos particulares da Agência. Ele encontra Chance preso e o liberta, pedindo para que resgate Ramirez. Teresa entra em contato dizendo que a doutora Elsa Weisinger é a responsável pela vacina. Gabe precisa achá-la e conseguir a vacina. Assim que ela entrega a vacina, o alarme dispara e a doutora consegue fugir. Gabe agora está em apuros. Toda a segurança está atrás dele. Ele encontra o corpo tostado de Anton Girdeux e vários outros corpos sendo mantidos congelados na base. Gabe segue seu caminho, tentando sair da base.
Gabe consegue sair do laboratório e está nas ruas agora. A polícia de Nova Iorque recebe várias ligações sobre tiroteios na região e envia equipes da S.W.A.T. para o local. Gabe novamente está em apuros. Pelas ruas, ele tenta evitar os oficiais da S.W.A.T., mas acaba encontrando uma oficial que acabou de perder o companheiro e está pedindo ajuda no rádio. Gabe a ajuda, mas ela insiste em dizer que não pode deixar Gabe fugir. Mesmo assim, ele consegue escapar mais uma vez. Ele entra em contato com Teresa e pergunta se houve alguma notícia de Chance. Ela diz que não. Então, Gabe entende que Chance morreu no laboratório. Uma explosão acontece e Gabe cai nos esgotos. Teresa aparece junto com Gabe nos esgotos. Lá, eles encontram vários inimigos. Teresa e Gabe chegam a um ponto onde não conseguem mais seguir, pois o local está cheio de esgoto. Gabe se separa de Teresa e vai buscar uma forma de atravessarem. Após conseguir, Teresa decide ir atrás de Stevens, sem Gabe. Ele pede que ela espere, mas ela não segue suas ordens. Gabe chega em uma garagem de um prédio. Nesse momento, Teresa grita para Gabe tomar cuidado. Ele desvia de um carro que quase o atropela. Juntos novamente, eles eliminam os inimigos até chegar a Stevens. Gabe elimina Stevens e, junto com Teresa, segue para o helicóptero. Chegando lá, Teresa fica apreensiva, querendo saber por que o helicóptero estava ligado e quem teria feito isso. Então, Chance aparece e aponta uma arma para Gabe, mas antes de conseguir matá-lo, Teresa se joga na frente de Gabe e toma um tiro, dando sua vida por ele. Gabe então tem uma conversa séria com Chance, onde entende que foi traído por ele o tempo todo. Assim, começa o confronto final do jogo. Gabe consegue derrotar Chance, mas não consegue se perdoar pela morte de Teresa.
O secretário de Estado anuncia que o presidente ordenou uma grande investigação sobre a tal 'Agência' e jurou colaborar de todas as formas possíveis com as autoridades do Congresso para conseguirem chegar ao fundo disso.
Na Virgínia, após Lian ter recebido a cura e estar livre do Syphon Filter, Gabe, Lian e Lawrence velam Teresa. Gabe diz a Lian para não desistir, pois ainda há mais a ser feito...